# Mahara (logiciel)
 (décembre 2021).
Mahara est une application web open source de ePortfolio et de réseautage social.
Il fournit aux utilisateurs des outils de création et de maintenance de ePortfolio pour leur apprentissage et des fonctions de réseautage social pour leur permettre d’interagir avec d'autres utilisateurs.
Le système de gestion de contenu Mahara propose aux utilisateurs des blogs, un constructeur de Curriculum vitæ, un gestionnaire de fichiers et un créateur de vues. 
Mahara est conforme à la spécification Leap2A,.
Une interopérabilité existe entre Mahara et d'autres logiciels conformes au standard Leap2A standard. Mahara tire son nom du terme maori désignant la pensée.

## Histoire
Fondé en 2006, le projet Mahara a commencé comme initiative collaborative menée par la Commission pour l'éducation supérieure de Nouvelle-Zélande, avec le fonds de collaboration pour le développement de la formation en ligne (eCDF, anglais : e-learning Collaborative Development Fund). Les universités Massey, AUT, The Open Polytechnic of New Zealand et Victoria de Wellington sont impliquées dans le projet.
La poursuite de son développement a été rendue possible avec l'appui du ministère de l'éducation néo-zélandais, et avec l'utilisation des fonds de la fondation Mellon remportés en 2007 par l'Open Polytechnic dans la catégorie "Collaboration technologique".